# Sabina (landstreek)

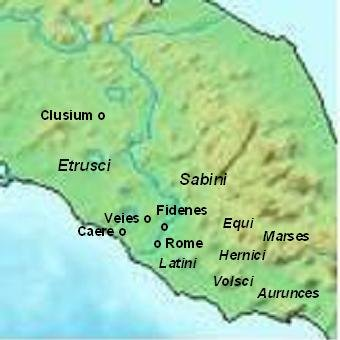

Sabina is een landschap in Lazio (Italië) ten noordoosten van Rome. Het is genoemd naar de Sabijnen, een oud volk dat daar voor de stichting van Rome woonde.
Bekend is de legende van de Sabijnse maagdenroof. De Romeinen zouden Sabijnse vrouwen hebben ontvoerd om hun nieuwe stad te bevolken. Onderzoek heeft echter aangetoond dat de twee volken nauw met elkaar verbonden waren, met name op het gebied van religie en mythologie. Veel Sabijnse godheden en cultussen ontwikkelden zich in Rome en veel delen van de stad, zoals het Quirinaal, waren ooit Sabijns.
Tegenwoordig is Sabina bekend om zijn middeleeuwse dorpjes en olijfolie, die een beschermde oorsprongsbenaming is.